# Algerije op de Olympische Zomerspelen 2008
Algerije nam deel aan de Olympische Zomerspelen 2008 in Peking, China. Algerije debuteerde op de Zomerspelen in 1964 en deed in 2008 voor de elfde keer mee. In tegenstelling tot de vorige editie werden dit keer wel medailles gewonnen door het Noord-Afrikaanse land. Vlaggendrager was de 33-jarige zwemmer Salim Iles, die voor de vierde en laatste keer deelnam aan de Olympische Spelen.

## Medailleoverzicht
| Sport | Olympiër       | Discipline    | Medaille |
| ----- | -------------- | ------------- | -------- |
| Judo  | Amar Benikhlef | tot 90 kg (m) | Zilver   |
| Judo  | Soraya Haddad  | tot 52 kg (v) | Brons    |

## Deelnemers en resultaten

### Atletiek
| Olympiër          | Discipline             | Resultaat | Prestatie                                                                  |
| ----------------- | ---------------------- | --------- | -------------------------------------------------------------------------- |
| Nabil Madi        | 800m (m)               | 7e        | serie 8: 3e in 1.45,75 halve finale 3: 1e in 1.45,63 finale: 7e in 1.45,96 |
| Nadjim Manseur    | 800m (m)               | 8e        | serie 1: 3e in 1.45,62 halve finale 2: 4e in 1.45,54 finale: 8e in 1.47,19 |
| Antar Zerguelaine | 800m (m)               | DNS       |                                                                            |
| Tarek Boukensa    | 1500m (m)              | 16e       | serie 1: 4e in 3.36,11 halve finale 2: 7e in 3.39,73                       |
| Kamal Boulahfane  | 1500m (m)              | 43e       | serie 4: 10e in 3.45,59                                                    |
| Antar Zerguelaine | 1500m (m)              | 19e       | serie 2: 5e in 3.42,30 halve finale 1: 11e in 3.40,64                      |
| Ali Saïdi-Sief    | 5000m (m)              | 35e       | serie 2: 12e in 14.15,00                                                   |
| Khoudir Aggoune   | 10000m (m)             | DNS       |                                                                            |
| Rabia Makhloufi   | 3000m steeplechase (m) | 25e       | serie 1: 8e in 8.29,74                                                     |
| Mohamed Ameur     | 20km snelwandelen (m)  | 48e       | finale: 1:32.21                                                            |
| Issam Nima        | verspringen (m)        | DNS       |                                                                            |
|                   |                        |           |                                                                            |
| Nahida Touham     | 1500m (v)              | 30e       | serie 1: 11e in 4.18,99                                                    |
| Widad Mendil      | 3000m steeplechase (v) | 37e       | serie 1: 17e in 9.52,35                                                    |
| Souad Aït Salem   | marathon (v)           | 9e        | finale: 2:28.29                                                            |
| Baya Rahouli      | hink-stap-springen (v) | 22e       | kwalificatie: 13,87m                                                       |

### Badminton
| Olympiër      | Discipline    | Resultaat | Prestatie                                 |
| ------------- | ------------- | --------- | ----------------------------------------- |
| Nabil Lasmari | enkelspel (m) | 17e       | 2e ronde: V van DEN Gade: 2-0 (21-6,21-4) |

### Boksen
| Olympiër             | Discipline | Resultaat | Prestatie |
| -------------------- | ---------- | --------- | --- |
| Abdelhalim Ourradi   | -54kg (m)  | 17e       | 1e ronde: V van IRL Nevin: 4-9                                                                                 |
| Abdelkader Chadi     | -57kg (m)  | 5e        | 2e ronde: W van THA Adi: 7-6 kwartfinale: V van TUR Kılıç: 6-13                                                |
| Hamza Kramou         | -60kg (m)  | 17e       | 1e ronde: V van CUB Ugás: 3-21                                                                                 |
| Nabil Kassel         | -75kg (m)  | 9e        | 2e ronde: V van IRL Sutherland: 14-21                                                                          |
| Abdelhafid Benchabla | -81kg (m)  | 5e        | 1e ronde: W van IND Kumar: 23-3 2e ronde: W van EGY Ramadan Yasser: 13-6 kwartfinale: V van CHN Xiaoping: 7-12 |
| Abdelaziz Touilbini  | -91kg (m)  | 9e        | 1e ronde: V van USA Wilder: 4-10                                                                               |
| Newfel Ouatah        | +91kg (m)  | 5e        | 1e ronde: W van VEN Payares: 7-5 kwartfinale: V van UKR Glazkov: 4-10                                          |

### Gewichtheffen
| Olympiër                  | Discipline | Resultaat | Prestatie                         |
| ------------------------- | ---------- | --------- | --------------------------------- |
| Leila Françoise Lassouani | -63kg (v)  | DNF       | trekken: 16e met 85kg stoten: DNF |

### Judo
| Olympiër         | Discipline | Resultaat | Prestatie |
| ---------------- | ---------- | --------- | --- |
| Omar Rebahi      | -60kg (m)  | 21e       | 1e ronde: V van UZB Sobirov: ippon |
| Mounir Benamadi  | -66kg (m)  | 17e       | 1e ronde: W van AUS Brown: ippon 2e ronde: V UZB Sharipov: koka |
| Amar Meridja     | -73kg (m)  | 21e       | 1e ronde: V van BLR Siamionau: waza-ari |
| Amar Benikhlef   | -90kg (m)  | Zilver    | 1e ronde: W van MAR El Assri: yuko 2e ronde: W van ESP Alarza: ippon kwartfinale: W van SUI Aschwanden: koka halve finale: W van FRA Dafreville: ippon finale: V van GEO Tsirekidze: koka       |
| Hassane Azzoun   | -100kg (m) | 13e       | 1e ronde: V van AZE Miraliyev: ippon herkansingen 1: V van GEO Zjorzjoliani: ippon |
|                  |            |           | |
| Meriem Moussa    | -48kg (v)  | 13e       | 1e ronde: W van GAB Ilendou: yuko 2e ronde: V van GER Baschin: waza-ari |
| Soraya Haddad    | -52kg (v)  | Brons     | 1e ronde: W van LUX Muller: waza-ari 2e ronde: W van SEN Diédhiou: yuko kwartfinale: W van KOR Kyung-ok: waza-ari finale: V van CHN Dongmei: ippon bronzen finale: W van KAZ Kaliyeva: waza-ari |
| Lila Latrous     | -57kg (v)  | 13e       | 1e ronde: V van CHN Yan: ippon herkansingen 1: V van FIN Koivumäki: koka |
| Kahina Saidi     | -63kg (v)  | 14e       | 1e ronde: W van MLT Bezzina: waza-ari 2e ronde: V van NED Willeboordse: ippon |
| Rachida Ouerdane | -70kg (v)  | 9e        | 2e ronde: V van NED Bosch: waza-ari herkansingen 1: W van FIJ Nasiga: ippon herkansingen 2: V van USA Rousey: ippon                                                                             |

### Roeien
| Olympiër                            | Discipline             | Resultaat | Prestatie |
| ----------------------------------- | ---------------------- | --------- | --- |
| Chaouki Dries                       | skiff (m)              | 29e       | serie 4: 5e in 7.57,65 halve finale E/F: 3e in 7.34,84 finale E: 6e in 7.32,82                               |
| Kamel Ait Daoud Mohamed Ryad Garidi | lichte dubbel-twee (m) | 19e       | serie 1: 5e in 6.43,94 herkansingen 1: 6e in 7.05,73 halve finale C/D: 4e in 6.43,80 finale D: 1e in 6.46,46 |

### Schermen
| Olympiër         | Discipline | Resultaat | Prestatie                          |
| ---------------- | ---------- | --------- | ---------------------------------- |
| Hadia Bentaleb   | degen (v)  | 17e       | 1e ronde: V van HUN Szász: 4-15    |
| Anissa Khelfaoui | floret (v) | 33e       | 1e ronde: V van USA Thompson: 2-11 |

### Tafeltennis
| Olympiër     | Discipline    | Resultaat | Prestatie                         |
| ------------ | ------------- | --------- | --------------------------------- |
| Idir Khourta | enkelspel (m) | 65e       | voorronde: V van AUS Henzell: 1-4 |

### Volleybal
| Olympiër | Discipline | Resultaat | Prestatie |
| --- | ---------- | --------- | --------- |
| Mouni Abderrahim Tassadit Aïssou Saleha Benhamouda Safia Boukhima Sérine Hanaoui Narimène Madani Nawal Mansouri Fatima Zahra Oukazi Lydia Oulmou Raouya Rouabhia Faïza Tsabet | zaal (v)   | 11e       |           |

| Groep B |            |             |             |             |      |      |       |           |           |           |        |
| #       | Land       | Wedstrijden | Wedstrijden | Wedstrijden | Sets | Sets | Sets  | Setpunten | Setpunten | Setpunten | Punten |
| #       | Land       | G           | W           | V           | V    | T    | Saldo | V         | T         | Saldo     | Punten |
| 1       | Brazilië   | 5           | 5           | 0           | 15   | 0    | +15   | 377       | 226       | +151      | 10     |
| 2       | Italië     | 5           | 4           | 1           | 12   | 4    | +8    | 372       | 315       | +57       | 9      |
| 3       | Rusland    | 5           | 3           | 2           | 10   | 6    | +4    | 353       | 312       | +41       | 8      |
| 4       | Servië     | 5           | 2           | 3           | 6    | 10   | -4    | 343       | 349       | -6        | 7      |
| 5       | Kazachstan | 5           | 1           | 4           | 4    | 13   | -9    | 323       | 404       | -81       | 6      |
| 6       | Algerije   | 5           | 0           | 5           | 1    | 15   | -14   | 230       | 392       | -162      | 5      |

| Ronde       | Datum | Lokale tijd | MEZT   | Plaats     | Land                          | Score    | Land |
| ----------- | ----- | ----------- | ------ | ---------- | ----------------------------- | -------- | ---- |
| Groepsfase  |       |             |        |            |                               |          |      |
| 9 augustus  | 12:30 | 06:30       | Peking | Algerije   | 0-3 (11-25,11-25,10-25)       | Brazilië |      |
| 11 augustus | 10:00 | 04:00       | Peking | Algerije   | 0-3 (14-25,13-25,13-25)       | Servië   |      |
| 13 augustus | 10:00 | 04:00       | Peking | Italië     | 3-0 (25-7,25-20,25-12)        | Algerije |      |
| 15 augustus | 10:00 | 04:00       | Peking | Algerije   | 0-3 (11-25,19-25,10-25)       | Rusland  |      |
| 17 augustus | 10:00 | 04:00       | Peking | Kazachstan | 3-1 (25-18,25-20,17-25,25-16) | Algerije |      |

### Wielersport
| Olympiër        | Discipline       | Resultaat | Prestatie |
| --------------- | ---------------- | --------- | --------- |
| Hichem Chaabane | wegwedstrijd (m) | DNF       |           |

### Worstelen
| Olympiër          | Discipline               | Resultaat | Prestatie                          |
| ----------------- | ------------------------ | --------- | ---------------------------------- |
| Mohamed Serir     | -66kg Grieks-Romeins (m) | 20e       | 1e ronde: V van RUS Kovalenko: 0-3 |
| Messaoud Zeghdane | -74kg Grieks-Romeins (m) | 20e       | 1e ronde: V van GER Schneider: 1-3 |
| Samir Bouguerra   | -96kg Grieks-Romeins (m) | 19e       | 1e ronde: V van CHN Huanchen: 0-3  |

### Zwemmen
| Olympiër       | Discipline          | Resultaat | Prestatie              |
| -------------- | ------------------- | --------- | ---------------------- |
| Salim Iles     | 50m vrije slag (m)  | 23e       | serie 13: 7e in 22,35  |
| Nabil Kebbab   | 100m vrije slag (m) | 32e       | serie 6: 4e in 49,38   |
| Mahrez Mebarek | 200m vrije slag (m) | 51e       | serie 2: 4e in 1.52,66 |
| Sofiane Daid   | 100m schoolslag (m) | 44e       | serie 5: 7e in 1.02,45 |
| Sofiane Daid   | 200m schoolslag (m) | 42e       | serie 3: 6e in 2.16,15 |
| Mehdi Hamama   | 200m wisselslag (m) | 41e       | serie 1: 4e in 2.04,91 |

Afghanistan · Albanië · Algerije · Amerikaanse Maagdeneilanden · Amerikaans-Samoa · Andorra · Angola · Antigua en Barbuda · Argentinië · Armenië · Aruba · Australië · Azerbeidzjan · Bahama's · Bahrein · Bangladesh · Barbados · België · Belize · Benin · Bermuda · Bhutan · Bolivia · Bosnië en Herzegovina · Botswana · Brazilië · Britse Maagdeneilanden · Bulgarije · Burkina Faso · Burundi · Cambodja · Canada · Centraal-Afrikaanse Republiek · Chili · China · Chinees Taipei · Colombia · Comoren · Congo-Brazzaville · Congo-Kinshasa · Cookeilanden · Costa Rica · Cuba · Cyprus · Denemarken · Djibouti · Dominica · Dominicaanse Republiek · Duitsland · Ecuador · Egypte · El Salvador · Equatoriaal-Guinea · Eritrea · Estland · Ethiopië · Fiji · Filipijnen · Finland · Frankrijk · Gabon · Gambia · Georgië · Ghana · Grenada · Griekenland · Groot-Brittannië · Guam · Guatemala · Guinee · Guinee‑Bissau · Guyana · Haïti · Honduras · Hongarije · Hongkong · Ierland · IJsland · India · Indonesië · Irak · Iran · Israël · Italië · Ivoorkust · Jamaica · Japan · Jemen · Jordanië · Kaaimaneilanden · Kaapverdië · Kameroen · Kazachstan · Kenia · Kirgizië · Kiribati · Koeweit · Kroatië · Laos · Lesotho · Letland · Libanon · Liberia · Libië · Liechtenstein · Litouwen · Luxemburg · Macedonië · Madagaskar · Malawi · Malediven · Maleisië · Mali · Malta · Marshalleilanden · Marokko · Mauritanië · Mauritius · Mexico · Micronesië · Moldavië · Monaco · Mongolië · Montenegro · Mozambique · Myanmar · Namibië · Nauru · Nederland · Nederlandse Antillen · Nepal · Nicaragua · Nieuw-Zeeland · Niger · Nigeria · Noord-Korea · Noorwegen · Oeganda · Oekraïne · Oezbekistan · Oman · Oostenrijk · Oost‑Timor · Pakistan · Palau · Palestina · Panama · Papoea-Nieuw-Guinea · Paraguay · Peru · Polen · Portugal · Puerto Rico · Qatar · Roemenië · Rusland · Rwanda · Saint Kitts en Nevis · Saint Lucia · Saint Vincent en Grenadines · Salomonseilanden · Samoa · San Marino · Sao Tomé en Principe · Saoedi-Arabië · Senegal · Servië · Seychellen · Sierra Leone · Singapore · Slovenië · Slowakije · Soedan · Somalië · Spanje · Sri Lanka · Suriname · Swaziland · Syrië · Tadzjikistan · Tanzania · Thailand · Togo · Tonga · Trinidad en Tobago · Tsjaad · Tsjechië · Tunesië · Turkije · Turkmenistan · Tuvalu · Uruguay · Vanuatu · Venezuela · Verenigde Arabische Emiraten · Verenigde Staten · Vietnam · Wit-Rusland · Zambia · Zimbabwe · Zuid-Afrika · Zuid-Korea · Zweden · Zwitserland
Uitgesloten van deelname: Brunei